# SV Apollo '69
SV Apollo '69 is een Nederlandse amateurvoetbalclub uit 's-Gravenpolder in Zeeland, opgericht in 1967. Het eerste elftal van de club speelt in de Vierde klasse zaterdag (seizoen 2023/2024).
Apollo '69 telt 5 seniorenteams, 2 damesteams, 4 juniorenteams en 5 pupillenteams. De club speelt op sportpark de Zuudoek in 's-Gravenpolder.

## Geschiedenis

### VV 's-Gravenpolder
Op 13 februari 1967 werd in 's-Gravenpolder de voetbalclub VV 's-Gravenpolder opgericht. Omdat er in 's-Gravenpolder zelf nog geen sportvelden aanwezig waren, werd de eerste jaren gebruikgemaakt van de velden van zondagclub VV Kwadendamme. De competitie 1967/68 werd gestart met 2 seniorenteams en 2 juniorenteams. Het eerste elftal speelde in de 3e klasse van de afdeling Zeeland. De allereerste officiële wedstrijd werd gespeeld op 12 augustus 1967. Dit eerste seizoen werd 's-Gravenpolder op 11 mei 1968 kampioen van de 3e klasse Zeeland, met slechts 1 wedstrijd verloren en 1 keer gelijkgespeeld, door in en tegen Wissenkerke met 3-1 te winnen. Eind 1968 werd een bestemmingsplan ter goedkeuring aan de gemeenteraad voorgelegd en kreeg V.V. 's-Gravenpolder een eigen speelveld.

### SV Apollo '69
In 1969 fuseerde V.V. 's-Gravenpolder met VV De Beren uit Baarland en ontstond de club SV Apollo '69. De naam is gebaseerd op de raketten van het Apolloprogramma. De eigenlijke clubkleuren van SV Apollo '69 waren blauwe shirts met een witte band, maar door een fout van de leverancier destijds werd dit omgedraaid naar witte shirts met een blauwe band. Na de fusie groeide het ledenaantal en daarmee de prestaties, na 10 jaar liep het leden aantal langzaam terug. Spelers uit Baarland gingen naar SV Hoedekenskerke omdat dat dichter bij huis was. Ook de prestaties liepen terug. In het seizoen 1980/81 haalde S.V. Apollo '69 de Vierde klas KNVB. Op 's-Gravenpolder werd in die tijd een tweede veld aangelegd met een kantine en kleedlokalen.

## De Zuudoek
De Zuudoek is sinds 1971 de thuishaven van s.v. Apollo '69. De Zuudoek telt 2 wedstrijdvelden en een trainingsveld. Op het hoofdveld staat sinds 1999 een tribune. Deze kwam uit het oude RBC Roosendaalcomplex. De tribune telt 125 zitplaatsen. De beschildering die op de tribune afgebeeld is, is afkomstig uit 1999. In dat jaar promoveerde de ploeg naar de 3e klasse district zuid 1. De kantine stamt uit 1981, in diezelfde tijd werden er nieuwe kleedlokalen gebouwd en werd er ook een nieuw veld aangelegd. In de kantine is een uitgebreide bestuurskamer aanwezig.

## Competitieresultaten 1997–2018
| 4 4A |

|  |

| 5 3A |

| 6 3A |

| 2 3A |

| 8 3A |

| 11 3A |

| 7 4A |

| 9 4A |

| 9 4A |

| 3 4A |

| 11 3A |

| 12 4A |

| 12 4A |

| 8 4A |

| 6 4A |

| 12 3A |

| 9 4A |

| 9 4A |

| 8 4A |

| 5 4B |

| 2 4B |

| - 4A |

| Derde klasse | Vierde klasse |

In elke staaf van de grafiek staat van boven naar beneden vermeld: 
- Eindnotering

Dit is de positie die de club heeft bereikt in de competitie, zonder eventuele beslissings-, play-off- of nacompetitiewedstrijden die nodig zijn geweest om bijvoorbeeld de kampioen van de competitie te bepalen.
Indien een * achter het getal staat is de notering een tussenstand en kan het zijn dat de notering niet overeenkomt met de uiteindelijke eindstand van de competitie.
Staat er een - dan is het seizoen nog bezig en is er geen definitieve uitslag bekend.
Staat er xx op de positie van de notering, dan heeft de club vroegtijdig de competitie verlaten. Dit kan onder andere komen door terugtrekking van het team, faillissement van de club of door een uitgedeelde straf van de KNVB. In veel gevallen staat elders in het artikel de reden vermeld.
Staat er een ? dan is het resultaat uit het verleden onbekend, en is alleen de competitie of het niveau bekend van dat seizoen.
In de seizoenen 2019/20 en 2020/21 werd wegens de coronacrisis het amateurvoetbal afgebroken. Daardoor kennen deze staven geen eindklassering (middels -- weergegeven).
- Competitieniveau en afdelingsletter of Officiële eindstand Eredivisie
  - Competitieniveau en afdelingsletter

Hierbij geeft het getal het niveau weer, dat ook terug te vinden is in de legenda. De letter is de afdelingsaanduiding en wordt gebruikt wanneer er meer afdelingen zijn op hetzelfde niveau. De afdelingsletter is altijd een hoofdletter en wordt meestal zonder nummer gebruikt.
Voorbeeld: 2F is niveau 2e klasse competitie F.
Het competitieniveau en nummer wordt niet vermeld wanneer er slechts één competitie van dit niveau was.
  - Officiële eindstand Eredivisie (getal staat tussen haakjes vermeld)

Sinds de introductie van play-offwedstrijden voor Europees voetbal na afloop van de reguliere competitie in 2005/06, is de KNVB verplicht een eindstand van de Eredivisie door te geven aan de UEFA aan de hand van deze play-offwedstrijden.
Bij deze eindstand staan clubs die zich hebben gekwalificeerd voor Europees voetbal hoger dan clubs die zich niet wisten te kwalificeren. Indien er geen verschil was tussen de eindnotering en de officiële eindstand, staat dit getal niet vermeld.

- Onderafdeling

Hier staat afgekort de naam van de onderafdeling indien de club in dat jaar in een onderafdeling uitkwam. Tevens staat deze afkorting in de legenda en wordt gelinkt naar het artikel over deze onderafdeling. Deze afkorting wordt alleen vermeld wanneer de club in het verleden in verschillende onderafdelingen heeft gespeeld. Deze vermelding is in de staaf altijd in kleine letters. Deze onderafdelingen zijn na het seizoen 1995/96 afgeschaft. Heeft de club in slechts één onderafdeling gespeeld, dan is dit alleen terug te vinden in de legenda.
Onder de staaf staat het jaartal vermeld waarin het seizoen is afgesloten. 15 verwijst naar het seizoen 2014/15 of eventueel het seizoen 1914/15.
Wanneer een staaf leeg is, zijn deze gegevens niet bekend. Het kan ook zijn dat de club dat seizoen niet heeft meegespeeld op het hogere amateurniveau, vroegtijdig de competitie heeft verlaten of uit de competitie is gezet.

In het seizoen 1944/45 was er wegens de Tweede Wereldoorlog geen regulier competitievoetbal.

## Bekend (oud-)spelers
- Romeo van Aerde